# Wszystkie moje dzieci
Wszystkie moje dzieci (ang. All My Children, w skrócie AMC) – amerykańska opera mydlana, emitowana od 5 stycznia 1970 do 23 września 2011 r. na kanale ABC oraz od 29 kwietnia do 11 listopada 2013 r. tylko w internecie.

## Krótki opis
Serial został stworzony przez Agnes Nixon. Po 42 latach emisji i wyprodukowaniu 10 712 odcinków stacja ABC w 2011 r. zrezygnowała z serialu, zastępując go programem typu talk-show The Talk. Po ponad rocznej przerwie wznowiono jego produkcję. Udostępniany był już jednak tylko w internecie w postaci 30-minutowych odcinków, których pokazano 43. Dalszą emisję zakończono głównie z powodów finansowych. W Polsce serial był emitowany na antenie kanału Wizja Jeden w latach 1998–2000.

## Obsada
Zestawienie wybranych aktorów serialu na podstawie informacji portalu filmowego IMDb.com:
- Susan Lucci jako Erica Kane/Jane/Jane Campbell (lata 1970−2011)
- Ray MacDonnell jako Joe Martin (1970−2011)
- Eden Riegel jako Bianca Montgomery (2000-2010)
- Cameron Mathison jako Ryan Lavery (1998-2011)
- Alicia Minshew jako Kendall Hart Slater/Kendall Hart (2002-2011)
- Rebecca Budig jako Greenlee Smythe/Greenlee Smythe Hayward/Greenlee Smythe Lavery (1998-2011)
- Jacob Young jako "JR" Chandler (2003-2011)
- Thorsten Kaye jako Zach Slater (2004-2011)
- Michael E. Knight jako Tad Martin (1983-2011)
- Vincent Irizarry jako David Hayward (1997-2011)
- Bobbie Eakes jako Krystal Carey/Krystal Carey Martin/Krystal Carey Chandler (2003-2011)
- Walt Willey jako Jackson Montgomery (1987-2011)
- Cady McClain jako Dixie Martin (1989-2011)
- Darnell Williams jako Jesse Hubbard (1981-2011)
- Debbi Morgan jako dr Angie Baxter Hubbard (1982-2011)
- Jamie Luner jako Liza Colby (2009–2011)
- David Canary jako Adam Chandler (1983-2011)
- Eileen Herlie jako Myrtle Fargate/Myrtle Lum Fargate (1976-2008)
- James Mitchell jako Palmer Cortlandt (1979-2010)
- Jill Larson jako Opal Cortlandt (1989-2011)
- Melissa Claire Egan jako Annie Lavery/Annie Novak/Annie Novak Chandler (2006-2011)
- Julia Barr jako Brooke English (1978-2011)
- Chrishell Stause jako Amanda Dillon/Amanda Dillon Martin/Amanda Dillon Dillon (2005-2011)
- Mary Fickett jako Ruth Martin/Ruth Brent (1970–2005)
- Richard Shoberg jako Tom Cudahy (1977-2005)
- Aiden Turner jako Aidan Devane (2002–2009)
- Ruth Warrick jako Phoebe Tyler Wallingford (1970-2008).